# Versicherungsrecht
Das Versicherungsrecht ist ein Rechtsgebiet, das als unselbständiger Teil des Handels- und bürgerlichen Rechts die Rechtsbeziehungen zwischen Wirtschaftssubjekten außerhalb der Versicherungswirtschaft und Versicherungsunternehmen regelt und zugleich den Bereich der Versicherungsaufsicht als öffentlich-rechtliches Verhältnis bestimmt. Die Sozialversicherung ist – soweit nicht Versicherungsfreiheit besteht – öffentlich-rechtlich ausgestaltet. Privates Versicherungsrecht und Sozialversicherungsrecht sind somit klar voneinander abgegrenzte Rechtsbereiche.
Das Versicherungsrecht versteht sich als Regulierung der Beziehungen der Risikogemeinschaft zur Absicherung von Schäden.

## Deutschland
Das privatrechtliche Versicherungsrecht ist weitgehend im Versicherungsvertragsgesetz geregelt (siehe auch Allgemeines Versicherungsrecht (Deutschland)). Im bürgerlichen Recht findet sich als typenbestimmendes Element noch der Vertrag zugunsten Dritter (§ 328 BGB), der allerdings nur auf wenige Versicherungsverträge Anwendung finden könnte (z. B. Lebensversicherungen). Typischerweise wird durch den Versicherungsvertrag der Versicherte verpflichtet, Beiträge als Prämien an die Versicherung zu zahlen, während diese für den Fall des Schadenseintritts die Regulierung übernimmt (Umlageverfahren).
Typisch ist ferner die begrenzte Übernahme von Schadensfällen durch den Versicherer. Im Interesse des Solidarprinzips muss der Versicherer Moral Hazards ausschließen, d. h., die Schadensvermeidung durch den Versicherten anstreben. Schadensfälle, die durch Kollusion oder missbräuchliche Schadensherbeiführung entstehen, führen in der Regel zum Ausschluss der Leistungspflicht. Zum Teil sind diese nach deutschem Recht auch als Versicherungsbetrug bzw. Versicherungsmissbrauch (§§ 263 und 265 StGB) strafbewehrt.
Als allgemeine Geschäftsbedingungen werden die sogenannten Allgemeinen Versicherungsbedingungen (AVB) in die Verträge einbezogen. Diese enthalten auch Risikoausschlüsse und besondere Obliegenheiten für den Versicherten. Mit wenigen Ausnahmen unterliegen die AVB der Inhaltskontrolle nach dem AGB-Recht (§§ 305 ff. BGB). Außerdem gibt es zusätzliche und auf die jeweiligen Versicherungstypen angepasste Versicherungsbedingungen, wie zum Beispiel die Allgemeinen Bedingungen für die Kfz-Versicherung in Deutschland (AKB), die Allgemeinen Haftpflichtbedingungen (AHB) und die Allgemeine Rechtsschutzbedingungen (ARB).

## Versicherungsrechtsbereiche
Typische Bereiche des Versicherungsrechts sind:
- das Transportversicherungs- und Speditionsversicherungsrecht
- das Sachversicherungsrecht (insbesondere das Recht der Fahrzeug-, Gebäude-, Hausrat-, Reisegepäck-, Feuer-, Einbruchdiebstahl- und Bauwesenversicherung), bei der Fahrzeugversicherung handelt es sich um die „Kaskoversicherung“, soweit der Versicherungsnehmer Schäden an dem eigenen Fahrzeug absichert (für fremde Schäden siehe Haftpflichtversicherung).
- das Recht der privaten Personenversicherung (insbesondere das Recht der Lebens-, Kranken-, Reiserücktritts-, Unfall-, Berufsunfähigkeits- und Fahrerschutzversicherung)
- das Haftpflichtversicherungsrecht (insbesondere das Recht der Pflichtversicherung, privaten Haftpflicht-, betrieblichen Haftpflicht-, Haftpflichtversicherung für die freien Berufe, Umwelt- und Produkthaftpflichtversicherung, Bauwesenversicherung), hier handelt es sich um Versicherungen, die abgeschlossen werden, um die Regulierung fremder Schäden abzusichern.
- die Rechtsschutzversicherung
- die Vertrauensschaden- und Kreditversicherung

## Unternehmen und Aufsicht
Versicherungsunternehmen unterliegen in Deutschland der Versicherungsaufsicht durch die Bundesanstalt für Finanzdienstleistungsaufsicht (BaFin). Bevor ein Versicherungsunternehmen mit Sitz in Deutschland den Geschäftsbetrieb aufnimmt, muss es ein Genehmigungsverfahren durchlaufen. Für Unternehmen mit Sitz in Deutschland besteht ferner ein sog. Rechtsformzwang, d. h., sie dürfen nur als Aktiengesellschaft, europäische Aktiengesellschaft (SE) oder Versicherungsverein auf Gegenseitigkeit (VVaG) gegründet werden. Die größeren Versicherer sind dabei in der Regel als Aktiengesellschaft oder Europäische Gesellschaft (SE) geformt (§ 8 Abs. 2 VAG). Die (ursprüngliche) Rechtsform des Versicherungsvereins auf Gegenseitigkeit nach §§ 15 ff. VAG a.F. ist eher die Ausnahme als die Regel. Das internationale Versicherungsvertragsrecht findet sich in der Rom I-Verordnung (Verordnung (EG) 593/2008), die seit dem 17. Dezember 2009 gilt.
Die Aufsicht über die Versicherungsunternehmen führt die Bundesanstalt für Finanzdienstleistungsaufsicht (§ 320 VAG) nach den Vorgaben des Versicherungsaufsichtsgesetzes (§§ 294 ff. VAG). Europaweit wird in Zukunft eine Agentur zur Aufsicht über die Versicherungsunternehmen eingerichtet werden.

## Versicherungsrechtsphilosophie
Die Versicherungsrechtsphilosophie ist ein Teilbereich der Rechtsphilosophie. Sie ist die Brücke zwischen dem geltenden Versicherungsrecht und dem Gewissen und bewertet die gesellschaftlichen Bedingungen und Wirkungen des Versicherungsrechts und dient damit seiner Weiterentwicklung. Damit geht sie über eine rein rechtliche Betrachtung, nämlich sich mit den Rechten, Pflichten und Obliegenheiten der Versicherungsvertragspartner zu befassen hinaus. Sie beschäftigt sich über das geltende Versicherungsrecht hinaus auch mit dem Sinn von Versicherungen.